# 832 Karin
För andra betydelser, se Karin (olika betydelser).
832 Karin eller 1916 AB är en asteroid upptäckt 20 september 1916 av den tyske astronomen Max Wolf i Heidelberg. Asteroiden har fått sitt namn efter Karin Månsdotter, svensk drottning och hustru till kung Erik XIV.
832 Karin är den största asteroiden i en grupp som tros ha formats vid en kollision som hände i asteroidbältet för cirka 5,8 miljoner år sedan. Den ursprungliga asteroiden tros ha varit 25 kilometer i diameter.